# Jewel Mische
Jewel Mische (Manila, 29 de junho de 1990) é uma atriz filipina.

## Filmografia

### Televisão
| Televisão     | Televisão                                  | Televisão                       | Televisão   | Televisão |
| ------------- | ------------------------------------------ | ------------------------------- | ----------- | --------- |
| Ano           | Título                                     | Papel                           | Canal/Rede  |           |
| 2012          | Precious Hearts Romances Presents: Isla    | Megan                           | ABS-CBN     |           |
| 2012          | It's Showtime                              | Guest Hurado                    | ABS-CBN     |           |
| 2012          | Wansapanataym: Amanda's Da Man             | Adelle                          | ABS-CBN     |           |
| 2011          | Happy Yipee Yehey!                         | Guest Host                      | ABS-CBN     |           |
| 2011–2012     | María la del Barrio                        | Sabrina Villabrile              | ABS-CBN     |           |
| 2011          | 100 Days to Heaven                         | Jessica Cruz                    | ABS-CBN     |           |
| 2011          | Wansapanataym: Rod Santiago's: Buhawi Jack | Vera Miranda                    | ABS-CBN     |           |
| 2011          | Maalaala Mo Kaya: "Ice Cream"              | Lory                            | ABS-CBN     |           |
| 2010–presente | ASAP Rocks                                 | Ela mesma                       | ABS-CBN     |           |
| 2010          | Pidol's Wonderland                         | Guest                           | TV5         |           |
| 2010          | Pilyang Kerubin                            | Rosalie Dela Cruz               | GMA Network |           |
| 2009          | Dear Friend: Magkaribal                    | Cindy                           | GMA Network |           |
| 2008          | LaLola                                     | Ada Romina (Special Guest Role) | GMA Network |           |
| 2008          | Bitoy's Funniest Videos                    | Guest Host                      | GMA Network |           |
| 2007–2008     | Carlo J. Caparas' Kamandag                 | Jenny                           | GMA Network |           |
| 2007          | Mga Mata ni Anghelita                      | Madel                           | GMA Network |           |
| 2007          | Fantastic Man                              | Agente Vicky                    | GMA Network |           |
| 2007          | Magic Kamison: Black Jewel in the Palace   | Luming/Mina                     | GMA Network |           |
| 2007          | SOP Rules                                  | Ela mesma                       | GMA Network |           |
| 2007          | Startalk: Struck Attack                    | co-host                         | GMA Network |           |
| 2006–2007     | StarStruck: The Next Level                 | Contestant                      | GMA Network |           |